# Rivière Natouacamisie
La rivière Natouacamisie est un tributaire de la rive sud de la rivière Broadback laquelle coule vers l'ouest jusqu'à la baie de Rupert, située au sud de la baie James. La rivière Natouacamisie coule dans le territoire de Waskaganish, dans la région administrative du Nord-du-Québec, au Québec, au Canada.

## Géographie
Les bassins versants voisins de la rivière Natouacamisie sont :
- Côté nord : rivière Broadback ;
- Côté est : rivière Kaminahikuschit ;
- Côté sud : rivière Nottaway ;
- Côté ouest : rivière Machisipi, rivière Nottaway, baie de Rupert.

La rivière Natouacamisie tire ses sources dans une zone au nord des lacs Chaboullié, Rodayer et Desorsons ; et à l'ouest du lac Usawakaiu. Le lac Fruitier (longueur : 4,1 km ; altitude : 203 m) constitue le lac de tête de la rivière Natouacamisie. Le lac Natouacamisie est entouré de zones de marais. Il reçoit les eaux de plusieurs petits ruisseaux dont la décharge du lac Miyachisachistuwach.
La rivière Natouacamisie coule sur 34,7 km vers le nord-ouest entre la rivière Nottaway (située au sud) et la rivière Broadback (située au nord). La rivière Natouacamisie coule généralement en zones de marais, comportant peu de dénivellation, jusqu'à son embouchure situé sur la rive sud de la rivière Broadback, à 20,7 km en amont de l'embouchure de cette dernière, à 11,3 km en amont de l'embouchure de la rivière Lepallier et à 4,8 km en amont de l'embouchure de la rivière Machisipi.

## Toponymie
D'origine crie, cet hydronyme signifie "la petite rivière aux eaux mortes". La signification de ce toponyme caractérise bien la topographie du bassin versant de cette rivière.
Le toponyme rivière Natouacamisie a été officialisé le 5 décembre 1968 à la Commission de toponymie du Québec.